# Брауърд
Окръг Брауърд (на английски: Broward County) е окръг в щата Флорида, Съединени американски щати. Площта му е 3419 km², а населението – 1 759 591 души. Административен център е град Форт Лодърдейл.

## Езици
Към 2000 г. 71,27% от всички жители говорят английски език като първи език, а 16,33% говорят испански, 5,28% говорят френски, 1,13% говорят португалски, 0,89% говорят италиански, и 0,56% от населението говори немски език като роден език. Общо 28,72% от населението говори езици, различни от английски у дома.

## Демография
Данни от бюрото по приброяване на САЩ през 2010 г.
- Бели (без Испанци): 43,5%
- Черни (без Испанци): 26,7%
- Испанци или латино от всяка раса: 25,1%
- Азиатци: 3,2% (1,2% индийци, 0,6% китайци, 0,4% филипинци, 0,3% виетнамци, 0,2% пакистански, 0,1% корейци)
- Две или повече раси: 2,9%

## Образование
Колежи и университети:
- Института по изкуство във Форт Лодърдейл;
- Университет Каизър;
- Университета на Финикс;
- Технологичен университет на Америка.